# Agreuocoris
Agreuocoris is een geslacht van wantsen uit de familie van de Reduviidae (Roofwantsen). Het geslacht werd voor het eerst wetenschappelijk beschreven door Handlirsch in 1897.

## Soorten
Het genus bevat de volgende soorten:

- Agreuocoris himalayensis Dudich, 1922
- Agreuocoris nasalis Maa & Lin, 1959
- Agreuocoris noualhieri Handlirsch, 1897